# 天下少年
天下少年是香港天下出版社發行的週刊少年漫畫雜誌。其連載的漫畫作品多來自日本集英社，且承繼了《少年畫王》內的漫畫。

## 曾經連載作品
- 《男兒當入樽》（井上雄彥）
- 《幽遊白書》（冨樫義博）